# Darvas László (könyvtáros)
Darvas László (Békésszentandrás, 1820. – Budapest, 1879. augusztus) a Magyar Nemzeti Múzeum könyvtárosa, költő.

## Élete
Az 1848-as forradalomban honvédtüzér hadnagy volt; azután külföldön tartózkodott, honnét haza érkezve alkalmazást nyert a múzeumi könyvtárnál, melynek rendezésnél tevékeny részt vett, s melynél nyolc évig működött.

## Munkái
Rimfüzér, Gyula, 1857.
Honvéd-tárca-naptárt adott ki 1872-ben.
Turinban is nyomatott egy magyar versfüzetet.
Az 1850-es években a költészettel is foglalkozott és több szépirodalmi lapba írt verseket, így a Divatcsarnokba s Nővilágba (1859.)